# When You Were Young
When You Were Young – singiel wydany przez amerykański zespół The Killers, piosenka pochodzi z drugiego albumu zespołu Sam’s Town, wydanego w październiku 2006. Sama piosenka została wydana we wrześniu 2006 roku.

## Listy sprzedaży
| Lista                           | Najwyższa pozycja |
| ------------------------------- | ----------------- |
| UK Singles Chart                | 2                 |
| Australia ARIA Singles Chart    | 10                |
| New Zealand RIANZ Singles Chart | 10                |
| U.S. Billboard Hot 100          | 14                |
| Norwegian Singles Chart         | 20                |
| Swedish Singles Chart           | 45                |
| Dutch Mega Top 50               | 25                |
| Italian Singles Chart           | 40                |
| Canada BDS                      | 1                 |
| U.S. Hot Modern Rock Tracks     | 1                 |
| U.S. Hot Mainstream Rock Tracks | 30                |
| U.S.Billboard Pop 100           | 18                |